# Kasatka (1900)
Kasatka (ros. Касатка) – rosyjski niszczyciel z przełomu XIX i XX wieku, jedna z czterech jednostek typu Kit. Okręt został zwodowany 17 marca 1900 roku w niemieckiej stoczni Schichau w Elblągu, a do służby w Marynarce Wojennej Imperium Rosyjskiego został wcielony w lipcu 1900 roku, z przydziałem do Floty Bałtyckiej. W 1902 roku nazwę jednostki zmieniono na „Biesszumnyj” (ros. „Бесшумный”). Niszczyciel został przerzucony na Daleki Wschód, gdzie wszedł w skład Eskadry Oceanu Spokojnego. Podczas wojny rosyjsko-japońskiej jednostka została internowana w niemieckim podówczas porcie Qingdao. W trakcie I wojny światowej okręt początkowo służył na Dalekim Wschodzie, a następnie w Arktyce. Podczas wojny domowej został przejęty przez Brytyjczyków, a następnie złomowany w czerwcu 1924 roku.

## Projekt i budowa
„Kasatka” był jednym z czterech niszczycieli typu Kit, zamówionych i zbudowanych w Niemczech . Do 1907 roku jednostki te w Marynarce Wojennej Imperium Rosyjskiego klasyfikowano jako torpedowce . Okręt zbudowany został w stoczni Schichau w Elblągu (numer stoczniowy 660) . Stępkę jednostki położono w 1898 roku, a zwodowany został 17 marca 1900 roku.

## Dane taktyczno-techniczne
Okręt był niewielkim, dwukominowym niszczycielem z dwoma masztami. Długość całkowita wynosiła 61,75 metra, szerokość 6,7 metra i zanurzenie 2,9 metra. Wyporność normalna wynosiła 346–350 ton, a pełna 445 ton . Okręt napędzany był przez dwie pionowe maszyny parowe potrójnego rozprężania o łącznej mocy 6000 KM, do której parę dostarczały cztery kotły Schichau . Dwuśrubowy układ napędowy pozwalał osiągnąć prędkość 27 węzłów . Okręt mógł zabrać zapas węgla o maksymalnej masie 80 ton, co zapewniało zasięg wynoszący 1500 Mm przy prędkości 10 węzłów .
Uzbrojenie artyleryjskie okrętu stanowiły: pojedyncze działo kalibru 75 mm Canet L/48 oraz pięć pojedynczych dział trzyfuntowych kalibru 47 mm Hotchkiss M1885 L/40 . Jednostka wyposażona była w trzy pojedyncze obracalne nadwodne wyrzutnie torped kalibru 381 mm: dwie umieszczone na pokładzie między kominami i trzecią za drugim kominem, z łącznym zapasem sześciu torped .
Załoga okrętu liczyła 64 oficerów, podoficerów i marynarzy .

## Służba
„Kasatka” został wcielony do służby w Marynarce Wojennej Imperium Rosyjskiego w lipcu 1900 roku . Jednostka weszła w skład Floty Bałtyckiej. W marcu 1902 roku nazwę okrętu zmieniono na „Biesszumnyj” (ros. „Бесшумный”) . Między 1902 a 1903 rokiem niszczyciel został przerzucony na Daleki Wschód.
W momencie wybuchu wojny rosyjsko-japońskiej jednostka wchodziła w skład 1. Flotylli Niszczycieli I Eskadry Oceanu Spokojnego, stacjonując w Port Artur. Wieczorem 30 marca?/12 kwietnia 1904 roku niszczyciele „Biesszumnyj”, „Wynosliwyj”, „Grozowoj”, „Bojewoj”, „Storożewoj”, „Rastoropnyj”, „Strasznyj” i „Smiełyj” wyszły z misją rozpoznawczą w rejon Wysp Elliota, a powracając starły się rankiem następnego dnia z okrętami japońskimi osłaniającymi operację minowania redy Port Artur (bez utraconego „Strasznyja”). Następnie niszczyciele dołączyły do wychodzącego w morze zespołu z pancernikiem „Pietropawłowsk” z dowódcą I Eskadry admirałem Stiepanem Makarowem na pokładzie, który wkrótce zatonął z większością załogi na postawionej przez Japończyków minie. W nocy z 19 kwietnia?/2 maja na 20 kwietnia?/3 maja okręt wraz z niszczycielami „Skoryj” i „Sierdityj” oraz kanonierkami „Otważnyj”, „Gilak” i „Griemiaszczij” uczestniczył w odparciu japońskiego ataku na Port Artur, mającego na celu zablokowanie toru wodnego wypełnionymi balastem branderami. 8 maja?/21 maja „Biesszumnyj” podczas operacji trałowania wszedł na minę, doznając poważnych uszkodzeń części rufowej kadłuba i śrub napędowych. W lipcu lub sierpniu jednostkę przystosowano do stawiania min; pierwszą (i jedyną), zakończoną powodzeniem misję okręt odbył 23 lipca?/5 sierpnia, stawiając dwie miny u wybrzeży półwyspu Laotieshan.
28 lipca?/10 sierpnia „Biesszumnyj”, dowodzony przez kpt. mar. Andrieja Maksimowa, wraz z większością zgromadzonych tam okrętów wyszedł z oblężonego portu, podejmując kolejną próbę przedarcia się do Władywostoku. Doprowadziło to do bitwy na Morzu Żółtym, w wyniku której eskadra rosyjska została rozproszona, a niszczyciele „Biesszumnyj”, „Biesstrasznyj” i „Biesposzczadnyj” w dniach 29 lipca?/11 sierpnia i 30 lipca?/12 sierpnia weszły do niemieckiego podówczas portu Qingdao, gdzie zostały internowane trzy dni później (2 sierpnia?/15 sierpnia). W listopadzie 1905 roku, po zakończeniu działań wojennych, okręt został zwrócony Rosji .
W 1912 roku dokonano modernizacji uzbrojenia jednostki: zdemontowano wyrzutnie torped kal. 381 mm i wszystkie działa kal. 47 mm, instalując w zamian trzy pojedyncze wyrzutnie torped kalibru 450 mm oraz drugą armatę kalibru 75 mm Canet L/48 i sześć pojedynczych karabinów maszynowych kalibru 7,62 mm . Wyeksploatowany niszczyciel w tym czasie osiągał prędkość do 22 węzłów. Podczas I wojny światowej początkowo bazował we Władywostoku, a w październiku 1917 roku został przerzucony do Arktyki. W trakcie wojny domowej okręt został w marcu 1918 roku przejęty przez Brytyjczyków, a następnie przekazany Białym . Zdobyty przez Armię Czerwoną w marcu 1920 roku nie został wcielony do służby i złomowano go w czerwcu 1924 roku .